# Yohan Benalouane
Yohan Benalouane (árabe: يوهان بن علوان) (Bagnols-sur-Cèze, Francia, 28 de marzo de 1987) es un exfutbolista tunecino que juega defensor para el Novara F. C. de la Serie C.

## Biografía

### Cesena
Tras un pobre desempeño en la derrota por 2-0 ante el Bolonia en diciembre de 2010, Benalouane fue sustituido. Al dejar el terreno de juego, y ser abucheado por los partidarios de Cesena, que irrumpió pasado el banco y se dirigió directamente hacia el túnel. Más tarde se disculpó públicamente por su comportamiento.

### Parma
En el verano de 2012 Benalouane fue cedido al Parma, haciendo su movimiento permanente en julio de 2013 firmó un contrato de cinco años con el equipo de la Serie A.

### Atalanta
El 3 de enero de 2014, se unió a Atalanta en un acuerdo de préstamo.

### Leicester City
Para los primeros días de agosto ficha para jugar por el Leicester City Football Club.

### Carrera internacional
Benalouane era elegible para Francia (por lugar de nacimiento) o Túnez (por su padre). A pesar de que jugó una vez para el equipo de Francia sub-21, presentó una solicitud de transferencia para representar a la selección absoluta de Túnez en 2010. Sin embargo a pesar de que recibió una llamada de preparación contra Chad en la clasificación a la Copa Africana de Naciones, se perdió el partido debido a que no logró la vacunación antes del viaje a Chad. En octubre se negó a unirse a Túnez para el partido contra Togo, que esperaba recibir la llamada a filas de Laurent Blanc en su lugar. Sin embargo, la FIFA advirtió Benalouane que, como el papeleo había terminado, él podría representar sólo a Túnez, si se niega a aparecer puede correr el riesgo de una prohibición en el equipo de fútbol. Benalouane negó otra convocatoria en agosto de 2013.
Representó a Túnez en la Copa Mundial de Fútbol de 2018, en la que apenas jugó un encuentro, y en la que su selección quedó eliminada en la primera fase.

## Clubes

### Categorías inferiores
| Club                   | País    | Periodo   |
| ---------------------- | ------- | --------- |
| FC Tricastin           |         | 1996-2000 |
| Racing Blondel Bollène |         | 2000-2001 |
| A. S. Saint-Étienne    | Francia | 2001-2005 |

### Carrera profesional
| Club                     | País       | Año       | Partidos (goles) |
| ------------------------ | ---------- | --------- | ---------------- |
| A. S. Saint-Étienne II   | Francia    | 2004-2007 | 2 (0)            |
| A. S. Saint-Étienne      | Francia    | 2007-2010 | 65 (2)           |
| A. C. Cesena             | Italia     | 2010-2013 | 26 (0)           |
| Parma F. C. →(cesión)    | Italia     | 2012-2013 | 21 (1)           |
| Parma F. C.              | Italia     | 2013      | 4 (0)            |
| Atalanta B. C. →(cesión) | Italia     | 2014      | 17 (0)           |
| Leicester City F. C.     | Inglaterra | 2015-2019 | 0 (0)            |
| ACF Fiorentina →(cesión) | Italia     | 2016      |                  |
| Nottingham Forest F. C.  | Inglaterra | 2019-2020 |                  |
| Aris Salónica F. C.      | Grecia     | 2020-2022 |                  |
| Novara F. C.             | Italia     | 2022-     |                  |

## Selección nacional
| Selección      | País    | Periodo | Partidos (goles) |
| -------------- | ------- | ------- | ---------------- |
| Francia sub-21 | Francia | 2008    | 1 (0)            |
| Túnez          | Túnez   | 2010    | 1 (0)            |